# Перший мінський тролейбус
Перший мінський тролейбус — пам'ятник історії в Мінську.

## Історія
Перший тролейбус у Мінську пущений 2 жовтня 1952 року на лінії Вокзал — Кругла площа (нині пл. Перемоги). На маршруті було 5 тролейбусів МТБ-82 заводу ім. М. С. Урицького у м. Енгельс. Першим вийшов на лінію тролейбус з заводським № 49. Ця машина пройшла 1 083 520 км, на ній перевезено 2 мільйони пасажирів.

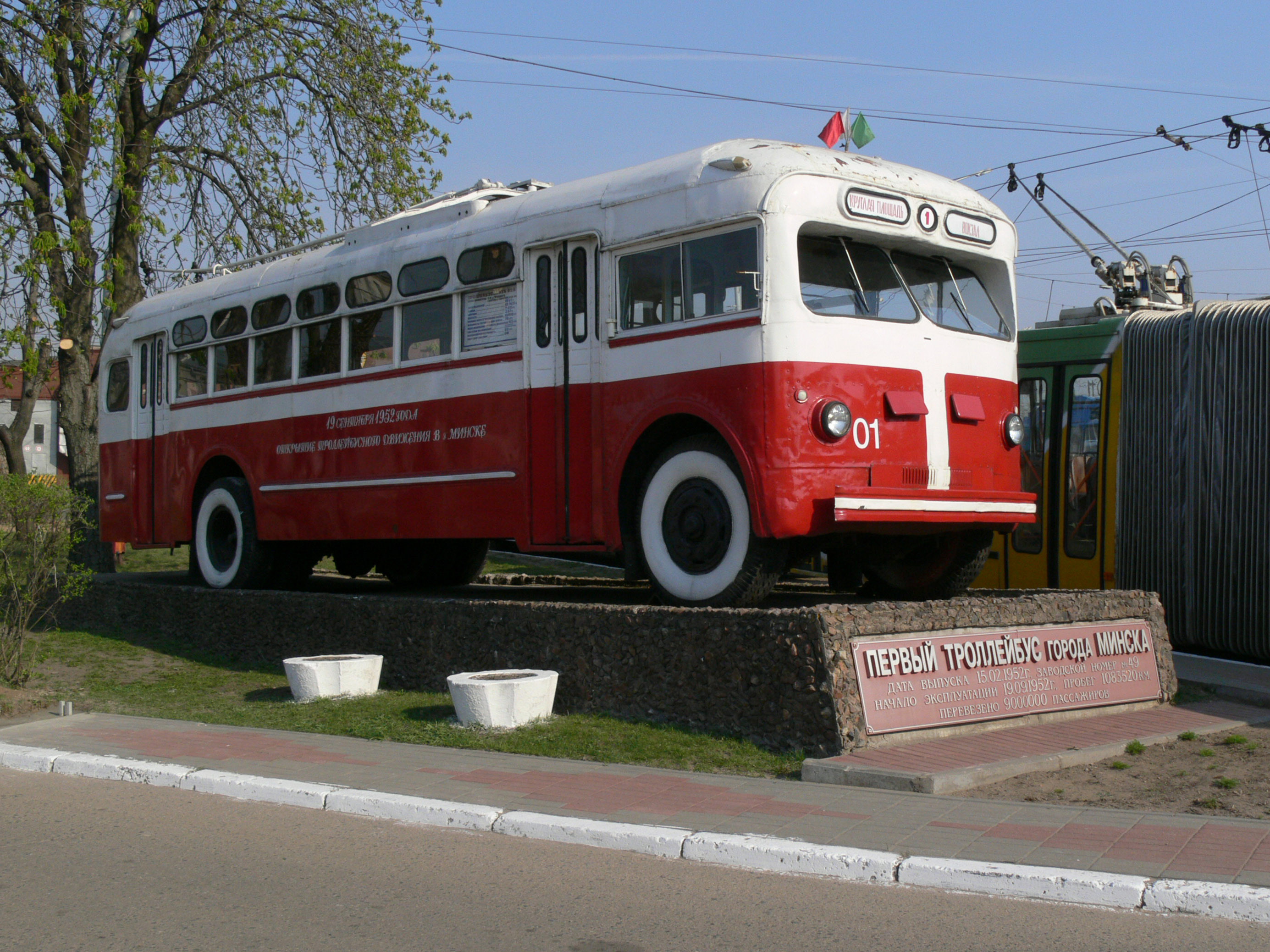
Перший мінський тролейбус на території тролейбусного депо № 1

У 1972 році з нагоди 20-річчя початку тролейбусного руху у місті машина поставлена на постамент на території тролейбусного депо № 1.
Перший мінський тролейбус наприкінці вересня 2007 року. знявся у фільмі Валерія Тодоровського «Стиляги». Зйомки проходили на проспекті Незалежності, де була побудована тролейбусна зупинка, тролейбус був доставлений на буксирі, оскільки в цій частині проспекту немає тролейбусного руху.
Територія тролейбусного депо № 1 була віддана під інвестиційний проект, який в результаті заглух, а перший мінський тролейбус був переміщений в тролейбусне депо № 2 по вул. Ванєєва. Поряд з ним знаходяться моделі ЗіУ-5 і ЗіУ-9.
Зрідка перший мінський тролейбус виводять на лінію в честь Дня міста.